# Бейли, Томас Эндрю
Томас Эндрю Бейли (англ. Thomas A. Bailey; 14 декабря 1902 — 26 июля 1983) — американский историк, специалист по внешней политике США, знаток истории российско-американских отношений. Профессор Стэнфордского университета. Автор множества исторических монографий по дипломатической истории, в том числе широко используемого учебника американской истории «The American Pageant». Был известен своим остроумным стилем изложения и использованием собственных неологизмов (например, «международный гангстеризм» (англ. international gangsterism). Бейли популяризировал дипломатическую историю с помощью своих занимательных учебников и лекций, стиль которых напоминает стилистику другого историка Эфраима Дугласса Адамса. Бейли утверждал, что на внешнюю политику существенное влияние оказывыет общественное мнение, и современные политики, если захотят, могут извлечь уроки из истории.

## Биография
Бейли получил степень бакалавра (1924), магистра (1925) и доктора философии (1927) в Стэнфордском университете, где он также был избран в братство Phi Beta Kappa. Его докторская диссертация была посвящена политической истории США. Бейли переключил свое внимание на дипломатическую историю, когда преподавал в Гавайском университете. После трёх лет на Гавайях он в течение почти 40 лет преподавал историю США в Стэнфорде, а также работал приглашённым профессором в Гарварде, Корнелле, Вашингтонском университете и Национальном военном колледже в Вашингтоне (федеральный округ Колумбия). Он ушёл на пенсию в 1968 году. В 1967—1968 годах был президентом Организации американских историков.
В 1930-х годах Бейли написал ряд статей, которые указывали на исторические методы, применявшиеся им на протяжении всей научной карьеры. Несмотря на то, что эти методы не являются новаторскими, заслуживает внимание то, как Бейли систематически опровергал устоявшиеся мифы о дипломатической истории США путём тщательного изучения основных первоисточников. Его первой монографией было исследование дипломатического кризиса из-за расовых вопросов между США и Японией во время администрации Теодора Рузвельта. Он читал курс лекций по дипломатической истории (англ. Albert Shaw Lectures on Diplomatic History) в Университете Джонса Хопкинса о политике администрации Вудро Вильсона по отношению к нейтральным странам в 1917—1918 годах, опубликованный в 1942 году в виде отдельной книги. В то время как тема влияния общественного мнения на формирование внешней политики доминировала в его трудах, он наиболее четко изложил ее в книге «Человек на улице» (The Man in the Street), опубликованной в 1948 году.
Возможно, самые резкие нападки на дипломатию Вильсона аргументированы Бейли в двух часто цитируемых работах: «Вудро Вильсон и утраченный мир» (Woodrow Wilson and the Lost Peace, 1944) и «Вудро Вильсон и великое предательство» (Woodrow Wilson and the Great Betrayal, 1945). В частности, Бейли утверждал, что военный изоляционизм Вильсона, как и его мирные предложения в конце Первой мировой войны были в значительной мере ошибочными. Подчеркивая тот факт, что американские делегаты столкнулись с решительным противодействием предложению Вильсона создать Лигу Наций, Бейли пришёл к выводу, что президент и его дипломаты, по сути, предали американские идеалы, чтобы обеспечить реализацию прогрессистского мировоззрения президента.
За свою карьеру Бейли подготовил более 20 докторантов. Бетти Миллер Унтербергер, одна из учениц 1940-х годов, в 1986 году была избрана президентом Общества историков американской внешней политики (Society for Historians of American Foreign Relations), став первой женщиной на этом посту, когда в организации было 99 % мужчин. Именно Бейли заинтересовал Унтербергер её будущей специализацией — историей Гражданской войны в России.
Бейли был женат на Сильвии Дин, дочери экс-президента Гавайского университета.

### Почести и награды
В 1960 году Бейли занимал пост президента Тихоокеанского отделения Ассоциации американских историков. В 1968 году он был избран президентом одновременно и Организации американских историков, так и Общества историков американской внешней политики. Commonwealth Club дважды наградил его золотыми медалями: в 1940 году за «Дипломатическую историю американского народа» и в 1944 году за «Вудро Вильсона и утраченный мир».